# Forte de São João Batista do Brum
O Forte de São João Batista do Brum localiza-se no bairro do Recife, na cidade do mesmo nome, no estado de Pernambuco, no Brasil.
Erguia-se ao norte da primitiva povoação do Recife, no istmo de areia que a ligava a Olinda.

## História

### Antecedentes
Augusto Fausto de Sousa denomina a fortaleza simplesmente de Forte de São Jorge, localizando-a meia milha ao sul do Forte de Santo Antônio do Buraco (ver Forte de Madame Bruyne), no lugar chamado Fora de Portas. Nesse sentido, esta seria o também denominado Forte de São Jorge Novo. De acordo com o autor, sobre os alicerces de uma antiga trincheira portuguesa, conquistada pelo corsário inglês James Lancaster em abril de 1595 (ver Forte de São Jorge Velho), os neerlandeses edificaram o Forte do Brum. Atribui, incorretamente, o sobrenome Brum ao General neerlandês Vanderbourg, registrando que a estrutura era denominada pelos pernambucanos como Forte Perrexil. Carlos Miguez Garrido localiza a Fortaleza do Brum poucos metros ao norte do Forte de São Jorge, meia milha ao sul do Forte de Santo Antônio, complementando que foi iniciado em 1629, pelo engenheiro Diogo Pais (Forte Diogo Pais), com a função de defesa da barra do Recife.
Na iminência da segunda das Invasões holandesas do Brasil (1630-1654), face à precariedade das defesas do Recife, o Superintendente da Guerra da Capitania de Pernambuco, Matias de Albuquerque (c. 1590-1647), ordenou a demolição do arruinado Forte de São Jorge, e com o material deste, e a sua artilharia, a construção de um novo forte.

### O domínio neerlandês
O Forte Novo de São Jorge foi iniciado em outubro de 1629, com risco do Engenheiro militar português Diogo Pais, com as suas obras a cargo do Sargento-mor Engenheiro Pedro Correia da Gama, a ser artilhado com vinte e quatro peças de diferentes calibres. Foi invadido em fevereiro de 1630, ainda na fase inicial de suas obras, quando não devia passar de uma simples bateria ou entrincheiramento. Incompleto e danificado pelo assalto, foi concluído a partir de abril-maio de 1630 pelos engenheiros neerlandeses Tobias Commersteyn, Andréas Drewich e Pieter van Bueren. Foi denominado Forte Bruyne (por corruptela, Brum), em homenagem a Johan Bruyne, integrante do Conselho de Comissários que governou o Brasil neerlandês.. A sua estrutura era uma forte estacada dupla de madeira preenchida com areia, contratada por empreitada com o Alferes do Capitão Ellert, Ludolf Nieuwenhuysen e com o Sargento do Capitão Craey, Joris Bos. Sobre esta estrutura, Maurício de Nassau, no "Breve Discurso" de 14 de janeiro de 1638, sob o tópico "Fortificações", reporta:

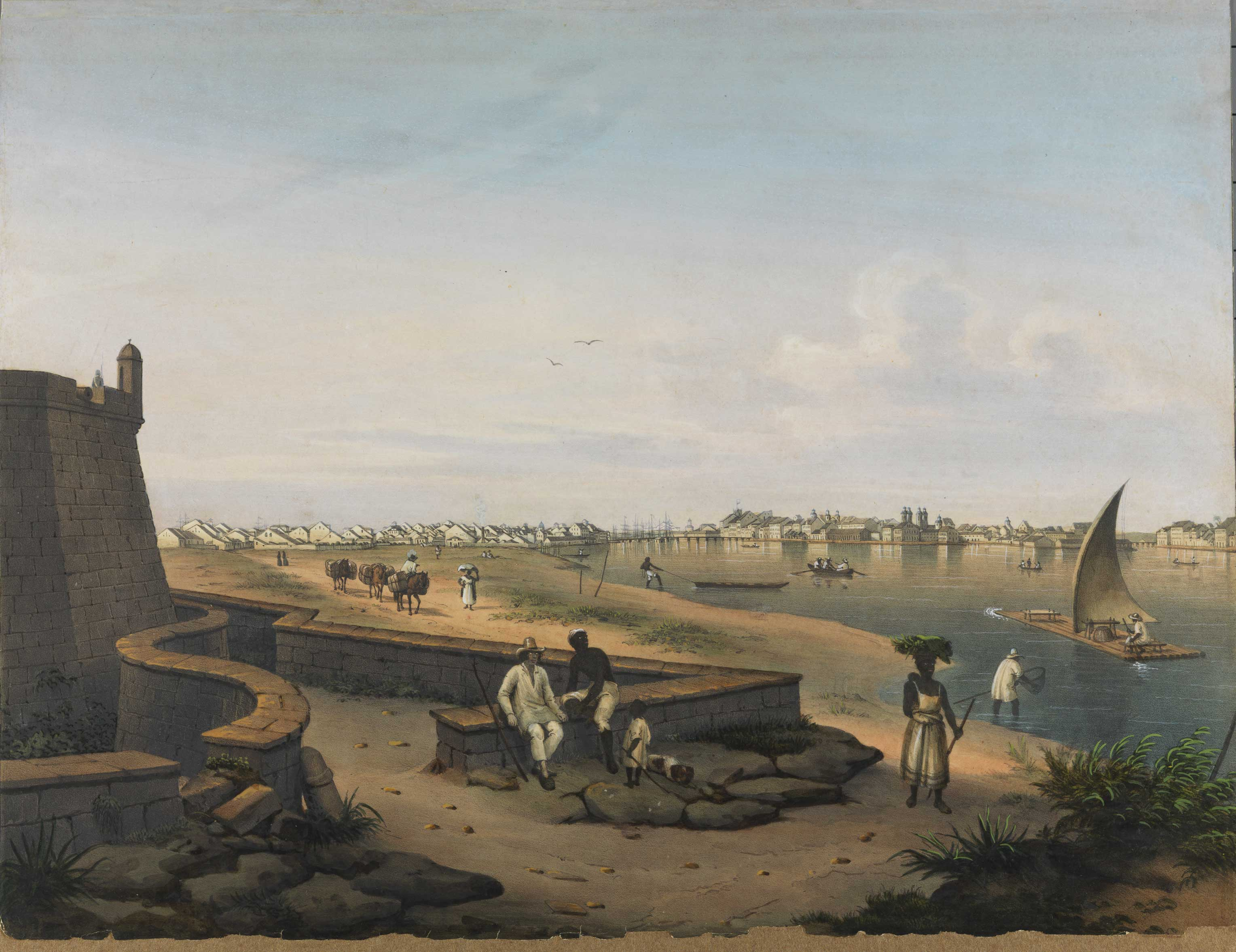
Vista do Recife tomada do Forte do Brum (século XVIII) — Acervo Digital Afro-Brasileiro.

"Adiante do Castelo de São Jorge, sobre a praia de areia que vai ter à cidade de Olinda, está o forte de Bruyne. É quadrangular, tem do lado do mar somente meios baluartes pequenos, e do lado do rio [Biberibe] baluartes inteiros e acabados. Acha-se em boa ordem e em perfeito estado, mas não tem fosso e nem as necessárias paliçadas. Há diante dele um hornaveque que está um tanto estragado. A tiro de mosquete deste hornaveque fica um reduto que serve de guarda-avançada."
O "Relatório sobre o estado das Capitanias conquistadas no Brasil", de autoria de Adriano do Dussen, datado de 4 de abril de 1640, complementa, atribuindo-lhe a Companhia do Sr. Ghijselin com um efetivo de 125 homens:
"À distância de um tiro longo de mosquete do Castelo de São Jorge em direção à cidade de Olinda, fica o forte de Bruyn, que é um forte de quatro baluartes, se bem que, do lado do mar, em consequência do descaimento da praia, os baluartes e os flancos não puderam ser completados; possui um hornaveque, não tem fosso mas uma sólida paliçada em torno, sendo o forte de uma altura regular. Nele há 7 canhões de bronze a saber: 2 de 24 libras, 1 de 18 [lb], 1 de 16 [lb] (sendo uma peça espanhola), 1 de 10 lb, também [peça] espanhola, e 2 bombardas de 6 lb, todos montados."
Gaspar Barléu transcreve a informação: "(...) Não longe do Forte de São Jorge, avista-se o do Brum com quatro bastiões e sete peças de bronze, fechado, demais, com a sua estacada.". Atribui-lhe o mesmo efetivo de 125 homens. Figura nos mapas de Frans Post (1612-1680) da Ilha de Antônio Vaz (1637), e de Mauritiopolis (1645. Biblioteca Nacional, Rio de Janeiro), e no mapa "A Cidade Maurícia em 1644", de Cornelis Golijath.

### A reconquista portuguesa (1654)
Reconquistado por forças portuguesas ao final do conflito (1654), quando estava artilhado com quatorze peças, foi rebatizado como Forte de São João Batista. O governador da Capitania de Pernambuco, Bernardo de Miranda Henriques, solicitou à Coroa permissão para restaurar o forte (18 de setembro de 1667), tendo em vista a sua importância para a defesa da Capitania. Com a nomeação de Antônio Correia Pinto para o cargo de Engenheiro da Capitania de Pernambuco (15 de dezembro de 1668), foi elaborada planta para a sua reconstrução, cujas obras ficam a cargo da Câmara Municipal de Olinda, empregando-se a pedra retirada das ruínas abandonadas do Forte de São Jorge Novo (arenito retirado dos recifes). A partir de 1671 as obras passam à responsabilidade de João Fernandes Vieira (1602-1681) no cargo de Superintendente das Obras de Fortificação da Capitania de Pernambuco, acrescentando-se-lhe um fosso inundado no exterior, protegido por um pequeno muro, concluindo-se as suas obras em 1690, no governo de Antônio Luiz Gonsalves da Câmara. Obras complementares prosseguiram até 1715.

### O século XIX
Foi cenário dos diversos conflitos registrados na Província na primeira metade do século XIX:
Durante a Revolução Pernambucana (1817), após o assassinato do Brigadeiro Barbosa de Castro pelo Capitão José de Barros (o "Leão Coroado") no Forte de São Tiago das Cinco Pontas (6 de março), o Governador e Capitão-general da Província de Pernambuco, Caetano Pinto de Miranda Montenegro (1804-1817), refugiou-se no Forte do Brum. Sem meios de defesa ante o assalto dos rebeldes, o governador foi forçado a capitular (7 de março) e a embarcar para o Rio de Janeiro.
Em 1823 o Comandante das Armas da Província, Coronel Joaquim José de Almeida, foi detido neste forte, pelo povo e pela tropa, amotinados.
Durante a Confederação do Equador (1824), nele também foi detido o chefe da Junta Governativa nomeado pela Câmara de Olinda, Manuel de Carvalho Pais de Andrade. A sua guarnição se revoltou, libertando-o, iniciando o conflito, que se encerrou com a ocupação deste forte (17 de setembro de 1824).
Durante a Insurreição Praieira (1848), serviu como prisão política, conforme a "Lista dos Cidadãos que se achavam presos em Pernambuco em 2 de maio de 1849".
Augusto Fausto de Sousa relata que seu traçado era o de um polígono irregular, composto de três faces abaulartadas e uma simples, faceando o ancoradouro. Encontrava-se em bom estado de conservação, classificada como de 2ª Classe, e sua artilharia montava a quarenta e oito peças de diferentes calibres, servindo de registro ao porto do Recife, à época (1885). Cercado por um fosso, o seu interior é acessado por uma ponte sobre arcos de alvenaria, e um portão monumental. No vértice dos dois baluartes pelo lado de terra, erguem-se guaritas hexagonais. Ao abrigo das muralhas, sobre o terrapleno, em torno da praça de armas (com 300 m²), ergue-se o conjunto das edificações: Quartel de Tropa, Quartel de Comando, Casa da Pólvora, Capela, Calabouço e outras.

### Do fim do Império aos nossos dias

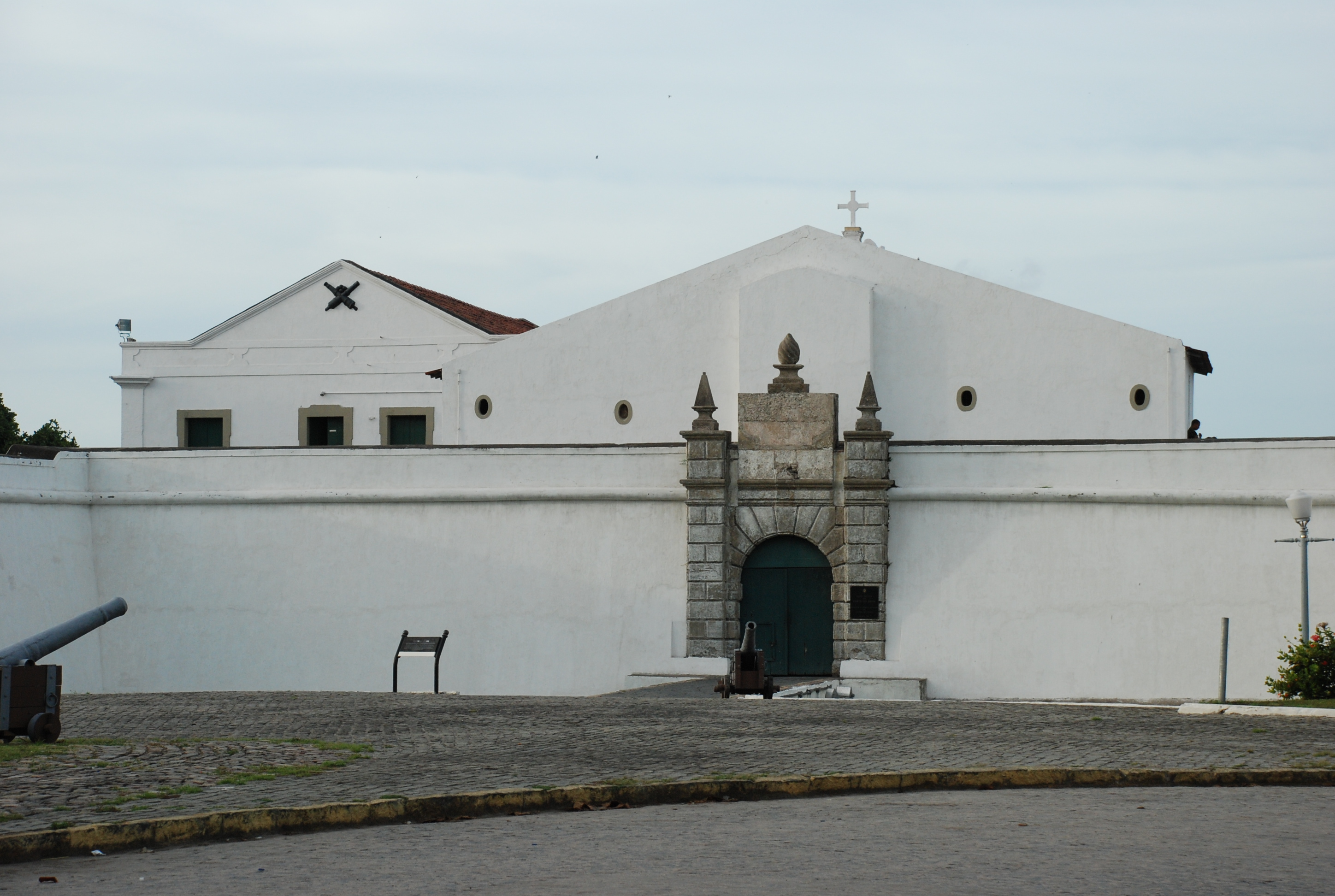
O Forte do Brum atualmente.

Carlos Miguez Garrido reporta que o forte sofreu reparos em 1886, e melhoramentos, no montante de 11:888$000 réis, em 1889. Em 1907 exigia reparos gerais, particularmente no esgoto e na iluminação, tendo se providenciado o mais urgente em 1908, e se destinado uma verba de 14:000$000 réis para o ano de 1909. Com a eclosão da Primeira Guerra Mundial (1914-1918), foi guarnecido, a partir de 1915, pela 2ª Bateria do 4º Batalhão de Posição da Bahia.
A partir de 1934, o General Manoel Rabelo cogitou reformar as suas instalações para aí instalar um Museu Militar. Permanecia abandonado ainda em 1938, abrigando famílias de baixa renda. De propriedade do governo do Estado de Pernambuco, foi tombado pelo IPHAN desde 1938. Em meados do século XX, serviu como depósito da 7ª Região Militar, e como posto de alistamento.
Sofreu pesquisa arqueológica parcial em 1985, pelo Laboratório de Arqueologia da Universidade Federal de Pernambuco, em colaboração com o Comando Militar do Nordeste, a 7ª Região Militar e a Fundação Joaquim Nabuco. Na ocasião foi pesquisada a Praça de Armas, descobrindo-se algumas das primitivas estruturas do forte, inclusive a cacimba de água.
Administrado pelo Exército brasileiro, encontra-se restaurado e aberto ao público, abrigando, desde 5 de janeiro de 1987, o Museu Militar do Forte do Brum (MMFB), que exibe armamento e peças arqueológicas.
Em seu interior destaca-se a Capela de São João Batista, em estilo maneirista.